# Ladce
Ladce jsou obcí na Slovensku v okrese Ilava. Žije zde přibližně 2 500 obyvatel.

## Polohopis
Obec leží v Považském podolí, v podcelku Ilavská kotlina, na levé nivě Váhu a přímo u Nosického kanálu, v nadmořské výšce 250 m n. m. V obci protéká Lúčkovský potok. Součástí obce je místní část Tunežice, části Horní Ladce, Podkalište a osada Podlavická.

## Dějiny
Obec je poprvé písemně zmiňována v roce 1469, kdy patřila zemanským rodinám Hatňanskovců a Štefekovců, později panství hradu Košeca. Část obce Tunežice je poprvé písemně zmiňována v roce 1397. V roce 1828 v obci stálo 63 domů a žilo 234 obyvatel, kteří se zabývali zemědělstvím. V roce 1889 byla postavena cementárna, která změnila do té doby zemědělský ráz obce. Na nádvoří cementárny zastřelili v dubnu 1945 nacisté 19 lidí. Při vykopávkách bylo objeveno žárové pohřebiště lidu lužické kultury, keramika a bronzové ozdoby.
Ladce jsou rodištěm básníka Pavla Koyše.

## Obyvatelstvo

### Etnické složení obyvatelstva
| Etnikum | Procentuální zastoupení (%) |
| ------- | --------------------------- |
| Slováci | 95,78                       |
| Romové  | 1,23                        |
| Češi    | 0,54                        |
| ostatní | 2,45                        |

### Náboženské složení obyvatelstva
| Vyznání         | Procentuální zastoupení (%) |
| --------------- | --------------------------- |
| Římští katolíci | 83,63                       |
| Bez vyznání     | 9,77                        |
| Evangelíci      | 1,03                        |
| ostatní         | 1,57                        |

## Památky
V obci stojí římskokatolický kostel sv. Valentýna z roku 1747 a kaple Ukřižovaného Spasitele z roku 1945. Barokní zámeček pocházející z roku 1747 byl upraven v roce 1792, začátkem 20. století byl adaptován na klášter. U něj je zachován park s rozlohou 4 ha a lipovou alejí.
Od místní železniční stanice vychází žlutě značená turistická trasa, která vede Lúčkovskou dolinou do sedla Mraznica a odtud do obce Mojtín. V Lúčkovské dolině, v místě zvaném „Chata u buku“, stojí buk s obvodem kmene 650 cm, dub s obvodem 320 cm a bez černý s obvodem 96 cm.

## Průmysl

### Cementárna
V obci je nejstarší cementárna na Slovensku. Výstavba začala 25. června 1889 a výroba začala v roce 1890. Vyrobený cement byl poprvé vyroben tehdejší nejmodernější technologií v Horních Uhrách. Cement se používal například na výstavbu kanalizace ve Vídni, železnice v Novohradě atd. U obce se nachází první vodní elektrárna na Váhu.